# Chromonephthea franseni
Chromonephthea franseni är en korallart som beskrevs av van Ofwegen 2005. Chromonephthea franseni ingår i släktet Chromonephthea och familjen Nephtheidae. Inga underarter finns listade i Catalogue of Life.